# 1443 Ruppina
1443 Ruppina eller 1937 YG är en asteroid i huvudbältet, som upptäcktes 29 december 1937 av den tyske astronomen Karl Wilhelm Reinmuth i Heidelberg. Den har fått sitt namn efter den tyska staden Ruppin.
Asteroiden har en diameter på ungefär 16 kilometer och den tillhör asteroidgruppen Koronis.